# العبيضلات (لوبيرات الكنتور)
العبيضلات هو دُوَّار يقع بجماعة الكنتور، إقليم اليوسفية، جهة مراكش آسفي في المملكة المغربية. ينتمي الدوّار لمشيخة لوبيرات الكنتور التي تضم 19 دوار. يقدر عدد سكانه بـ 492 نسمة حسب الإحصاء الرسمي للسكان والسكنى لسنة 2004.

## روابط خارجية
- البوابة الوطنية للجماعات الترابية
- المندوبية السامية للتخطيط